# Hybalus saezi
Hybalus saezi är en skalbaggsart som beskrevs av Lopez-colon 1992. Hybalus saezi ingår i släktet Hybalus och familjen Orphnidae. Inga underarter finns listade i Catalogue of Life.